# داگلاس استیوارت (سوارکار)
داگلاس استیوارت (انگلیسی: Douglas Stewart; ۲۴ ژوئن ۱۹۱۳ – ۲۵ ژوئیهٔ ۱۹۹۱) سوارکار اهل بریتانیا بود.